# Herakleides von Kyme
Herakleides von Kyme war ein antiker griechischer Geschichtsschreiber. Er lebte um die Mitte des 4. Jahrhunderts v. Chr.
Herakleides stammte aus Kyme in Kleinasien. Über sein Leben ist nichts überliefert. Bekannt ist nur, dass er eine „Persische Geschichte“ (Persika) in fünf Büchern verfasste. Von dem Werk sind nur Fragmente erhalten, die aber wichtige Informationen beinhalten, zumal die Persika auch von Plutarch und Athenaios benutzt wurden. Plutarch verwendete das Werk in seiner Vita des Großkönigs Artaxerxes II., Athenaios in seinem Werk Deipnosophistai. Während im ersten Teil der Persika, wohl in den ersten zwei Büchern, vor allem Persien an sich und die dortigen Sitten dargestellt wurden, thematisiert der zweite Teil die persische Geschichte.
Herakleides bietet einen recht detaillierten (und nicht moralisierenden) Einblick in das Leben am persischen Hof des Großkönigs Artaxerxes II. So schildert er das prunkvolle Hofleben und berichtet von den jagenden Nebenfrauen des Königs (pallakides) sowie von 300 Frauen des Harems, die am Tag schliefen, aber in der Nacht den König mit Gesang und Harfenspiel unterhielten (Dinon von Kolophon spricht sogar von 360 Frauen). Ebenso werden die Feste am Hof beschrieben, bei denen die Gäste und der Großkönig nicht an der gleichen Tafel saßen, sondern durch Vorhänge voneinander getrennt waren. Auch der Freundeskreis des Großkönigs sowie die Ehrungen, die Artaxerxes an ihm wohlgesinnte Griechen verlieh, werden erwähnt.
Obwohl besonders in der älteren Forschung die Glaubwürdigkeit des Herakleides oft angezweifelt wurde, wird in der modernen Forschung der Wert der Schilderungen anerkannt.

## Ausgaben und Übersetzungen
- Die Fragmente der griechischen Historiker Nr. 689
- Dominique Lenfant (Hrsg.): Les „Histoires perses“ de Dinon et d'Héraclide (= Persika. 13). Fragments édités, traduits et commentés. De Boccard, Paris 2009, ISBN 978-2-7018-0255-8.